# Héctor Moreno
Héctor Alfredo Moreno Herrera (ur. 17 stycznia 1988 w Culiacán) – meksykański piłkarz występujący na pozycji środkowego obrońcy. Posiada również obywatelstwo hiszpańskie.

## Kariera klubowa
Moreno swoją karierę rozpoczynał w stołecznym meksykańskim zespole Pumas UNAM. Do seniorskiej drużyny został włączony jesienią 2005 przez trenera Hugo Sáncheza, jednak w Primera División zadebiutował dopiero 22 stycznia 2006 w wygranym 1:0 spotkaniu z Santos Laguną, wchodząc na plac gry w 88 minucie za Gerardo Galindo. Pierwszą bramkę w barwach Pumas zdobył 18 lutego tego samego roku w przegranej 1:3 konfrontacji z Cruz Azul. Moreno nie wywalczył sobie jednak miejsca w wyjściowej jedenastce zespołu, pozostając rezerwowym dla bardziej doświadczonych stoperów – Joaquína Beltrána, Darío Veróna i Marco Antonio Palaciosa. Dopiero jesienią 2007, po odejściu Palaciosa do Veracruz, młody defensor został podstawowym graczem drużyny Ricardo Ferrettiego. Podczas tych właśnie rozgrywek, Apertura 2007, Moreno wywalczył z Pumas tytuł wicemistrzowski po porażce z Atlante w dwumeczu finałowym fazy play–off łącznym wynikiem 1:2 (0:0, 1:2).
W styczniu 2008 Moreno został kupiony przez holenderski zespół AZ Alkmaar za sumę czterech milionów euro. W sezonie 2008/2009 wywalczył z drużyną prowadzoną przez Louisa van Gaala tytuł mistrza Holandii.

### Statystyki klubowe
| Sezon   | Klub          | Kraj      | Liga             | Mecze | Bramki | Puchar Kraju    | Mecze | Bramki | Rozgrywki Europy   | Mecze | Bramki |
| ------- | ------------- | --------- | ---------------- | ----- | ------ | --------------- | ----- | ------ | ------------------ | ----- | ------ |
| 2005/06 | Pumas UNAM    | Meksyk    | Liga MX          | 6     | 1      | –               | –     | –      | –                  | –     | –      |
| 2006/07 | Pumas UNAM    | Meksyk    | Liga MX          | 16    | 0      | –               | –     | –      | –                  | –     | –      |
| 2007/08 | Pumas UNAM    | Meksyk    | Liga MX          | 16    | 0      | –               | –     | –      | –                  | –     | –      |
| 2007/08 | AZ Alkmaar    | Holandia  | Eredivisie       | 8     | 1      | –               | –     | –      | –                  | –     | –      |
| 2008/09 | AZ Alkmaar    | Holandia  | Eredivisie       | 15    | 0      | –               | –     | –      | –                  | –     | –      |
| 2009/10 | AZ Alkmaar    | Holandia  | Eredivisie       | 30    | 4      | –               | –     | –      | Liga Mistrzów UEFA | 6     | 0      |
| 2010/11 | AZ Alkmaar    | Holandia  | Eredivisie       | 27    | 1      | –               | –     | –      | –                  | –     | –      |
| 2011/12 | RCD Espanyol  | Hiszpania | Primera División | 35    | 3      | –               | –     | –      | –                  | –     | –      |
| 2012/13 | RCD Espanyol  | Hiszpania | Primera División | 32    | 2      | –               | –     | –      | –                  | –     | –      |
| 2013/14 | RCD Espanyol  | Hiszpania | Primera División | 32    | 1      | –               | –     | –      | –                  | –     | –      |
| 2014/15 | RCD Espanyol  | Hiszpania | Primera División | 19    | 1      | Puchar Króla    | 7     | 0      | –                  | –     | –      |
| 2015/16 | PSV Eindhoven | Holandia  | Eredivisie       | 29    | 4      | Puchar Holandii | 4     | 1      | Liga Mistrzów UEFA | 7     | 0      |
| 2016/17 | PSV Eindhoven | Holandia  | Eredivisie       | 32    | 7      | Puchar Holandii | 1     | 0      | Liga Mistrzów UEFA | 6     | 0      |
| 2017/18 | AS Roma       | Włochy    | Serie A          | 5     | 0      | Puchar Włoch    | 1     | 0      | –                  | –     | –      |
| 2017/18 | Real Sociedad | Hiszpania | Primera División | 8     | 1      | –               | –     | –      | Liga Europy UEFA   | 1     | 0      |
| 2018/19 | Real Sociedad | Hiszpania | Primera División | 25    | 1      | Puchar Króla    | 4     | 0      | –                  | –     | –      |

Stan na: 20 maja 2019 r.

## Kariera reprezentacyjna
W 2005 roku Moreno był podstawowym graczem meksykańskiej kadry U–17 na Młodzieżowych Mistrzostwach Świata w Peru. Drużyna Tri okazała się triumfatorem turnieju, pokonując w finale Brazylię (3:0). W barwach reprezentacji U–20 defensor Pumas brał także udział w Młodzieżowych Mistrzostwach Świata w Kanadzie 2007 oraz w eliminacjach do nich. Podczas występów w zespole narodowym U–23 wziął udział w Igrzyskach Ameryki Środkowej i Karaibów w 2006 roku.
W seniorskiej reprezentacji Meksyku Moreno zadebiutował za kadencji swojego byłego szkoleniowca z Pumas, Hugo Sáncheza, 17 października 2007 w przegranym 2:3 meczu towarzyskim z Gwatemalą. Wybiegł wówczas na plac gry w wyjściowej jedenastce i w 76 minucie został zmieniony przez Edgara Castillo. W 2010 roku Moreno został także powołany przez selekcjonera Javiera Aguirre na Mistrzostwa Świata w RPA. Zawodnik AZ wystąpił wówczas w dwóch spotkaniach, w fazie grupowej z Francją (2:0) i Urugwajem (0:1). Reprezentacja Meksyku odpadła ostatecznie po przegranym 1:3 spotkaniu 1/8 finału z Argentyną.